# Salomon Nirisarike
Salomon Nirisarike (Gisenyi, 23 marzo 1993) è un calciatore ruandese, difensore dello Zepperen Brustem.

## Carriera

### Club
Ha giocato nella prima divisione belga ed in quella armena.

### Nazionale
Ha esordito in nazionale nel 2012.

## Palmarès

### Club

#### Competizioni nazionali
- Tweede klasse: 1

Sint-Truiden: 2014-2015